# Multi-link trunking

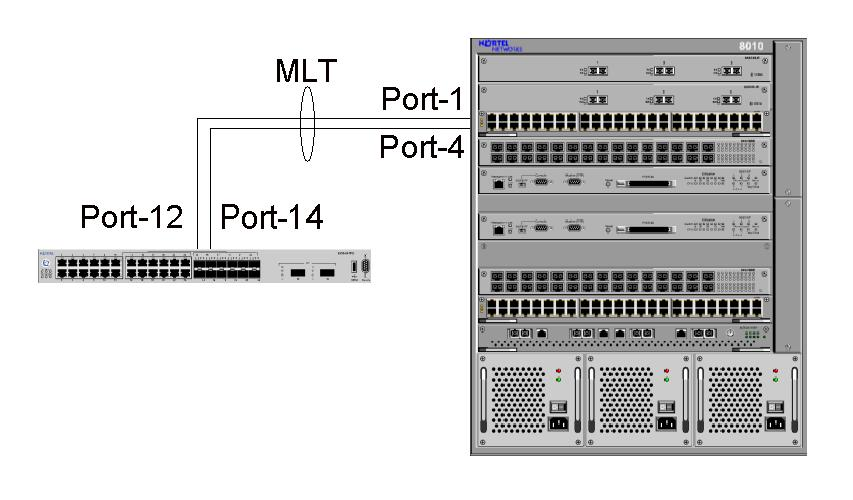
Ejemplo: Multi-link trunking

El Multi-Link Trunking (MLT) o Troncal Multi-Enlace es una tecnología de agregación de enlaces definida por el estándar IEEE 802.3ad diseñada por Nortel. Permite la agrupación de varios enlaces físicos Ethernet en un único enlace lógico Ethernet para proporcionar tolerancia a fallos y enlaces de alta velocidad entre routers, switches y servidores. Anteriormente no se utilizaban enlaces redundantes debido a la protección contra bucles que ofrecía el Spanning Tree Protocol.
La utilización de esta tecnología permite el uso de varios enlaces (entre 2 y 8) combinándolos para aumentar el ancho de banda y caminos alternativos de fallo. De este modo se pueden crear conexiones entre un switch y un servidor o entre switches hasta 8 veces más rápido.
La tolerancia a fallos es un aspecto muy importante de esta tecnología. Si uno o más enlaces fallan, la tecnología MLT distribuye automáticamente el tráfico entre los enlaces restantes. La redistribución automática se produce en menos de medio segundo (normalmente menos de 100 milisegundos) por lo que los usuarios no perciben ningún corte. Esta recuperación a alta velocidad es necesaria en muchas redes críticas donde los cortes pueden causar pérdida de vidas o grandes pérdidas económicas. La combinación de MLT con DMLT, SMLT, DSMLT y RSMLT permite la creación de la mayor parte de redes críticas.
Una limitación del estándar MLT es que todos los puertos físicos del grupo de agregación de enlaces tienen que estar en el mismo switch. SMLT, DSMLT y RSMLT no tienen esta limitación permitiendo que los puertos físicos se puedan separar en switches diferentes.